# „Said“. Ein Volk in Ketten
„Said“. Ein Volk in Ketten ist ein im exotischen Umfeld spielender deutscher Stummfilm aus dem Jahre 1923 von Edmund Linke mit Bernd Aldor und Margit Barnay in den Hauptrollen. 

## Handlung
Die gezeigte Handlung steht in der Tradition deutscher Stummfilme der ersten Jahre nach Ende des Ersten Weltkriegs, als die erzählten Geschichten oftmals im Fernen Osten wie in einem Phantasie-Hinterindien oder einem märchengleichen China angesiedelt wurden. Hier ist ein imaginärer Krieg zwischen dem machthungrigen Fürsten von Nepal und seinem Gegner, dem sanftmütigen Emir von Afghanistan, der Handlungshintergrund. Emir Said hat die entscheidende Schlacht verloren und will nun mit einer randvoll gefüllten Schatztruhe nach Nepal ziehen, um den Sieger zu besänftigen und dadurch sein eigenes Volk schützen. Die nepalesische Prinzessin Urvasi ist tief beeindruckt von der edlen Gesinnung des Emirs und verliebt sich in ihn. Dies passt dem schurkischen Feldherrn Narada überhaupt nicht, und so sinnt dieser danach, Zwietracht zu stiften. Als erstes entfernt er die für den hinterindischen Fürsten, seinen Kriegsherrn, bestimmten Juwelen und tauscht sie gegen einen räudigen Hund aus. Der Fürst fällt auf die Finte herein und glaubt, dass der von ihm niedergerungene Emir ihn dem allgemeinen Spott aussetzen wolle. 
Der Fürst entsendet Narada daraufhin nach Afghanistan, um die ihm angetane Schmach blutig zu rächen. Der Feldherr wütet dort wie ein Berserker und nimmt Said gefangen, um ihn wilden Tieren zum Fraß vorzuwerfen. Doch die vermeintlichen Bestien tun dem gütigen Emir nichts an. Dies bringt Naradas Blut nur noch mehr in Wallung, und er vergeht sich an Saids treuer Dienerin, der zierlichen Dunia. Prinzessin Urvasi hatte das Schlimmste befürchtet und war dem Wüterich Narada nach Afghanistan gefolgt. Als sie mit ansehen muss, welch Schreckensregime Narada vor Ort errichtet hat, ruft sie ihren Bruder Omar zu Hilfe. Doch ein mutiger Afghane nimmt das Recht in die eigene Hand und mauert den Schurken in der Schatzkammer des Emirs bei lebendigem Leibe ein. Nun steht auch der Liebe Saids zu Urvasi nichts mehr im Wege, und der Frieden der beiden Länder wird durch die Vermählung beider Dynastien langfristig gesichert.

## Produktionsnotizen
“Said”. Ein Volk in Ketten war eine Leipziger Produktion und passierte die Filmzensur am 31. Oktober 1923. Die Uraufführung fand vermutlich noch im selben Jahr statt. Der Sechsakter besaß eine Länge von 1843 Metern und wurde mit Jugendverbot belegt.

## Kritik
Wiens Das Kino-Journal schrieb: „Ein bedeutendes weltgeschichtliches Geschehen wird uns hier hingezaubert, vielleicht nicht wirklich historisch, aber doch so, wie es in Wirklichkeit unter jedem Himmelsstrich vor sich gehen könnte (…) Die Darstellung und der Reichtum an phantastisch lebhaften Bildern stehen vollständig auf der Höhe dieses wirkungsvollen Filmes.“